# Friedrich Witting
Friedrich Witting (* im 19. Jahrhundert; † im 19. Jahrhundert) war ein deutscher Kreisphysikus, Gutsbesitzer und Mitglied der Kurhessischen Ständeversammlung.

## Leben
Friedrich Witting war Kreisphysikus im Amt Spangenberg und war in diesem Amt auch Geburtshelfer.
Im Jahre 1830 übernahm er von seinem Schwiegervater, Postmeister und Abgeordneter Georg Wilhelm Scheuch die Domäne Altmorschen und Haydau. Mit der Bewirtschaftung der Poststation Zum alten Forstamt, die an dem wichtigen Umspannplatz der Verbindung Amsterdam-Kassel-Nürnberg lag, war die Funktion des Postmeisters verbunden.
Witting engagierte sich in der Kommunalpolitik, wurde 1840 Gemeindeausschussvorsitzender und hatte von 1842 bis 1846 ein Mandat für die kurhessische Ständeversammlung, die nach den Unruhen im Jahre 1830 zum Zweck der Beratung und Verabschiedung einer Verfassung gebildet wurde und bis 1866 Bestand hatte, als das Land Hessen durch Preußen annektiert wurde. Er erhielt für den Wahlbezirk Spangenberg-Land den Sitz im Parlament. 
Er hatte fünf Kinder und beschäftigte einen Theologen als Hauslehrer. Er war wohl der einflussreichste Mann im Dorf Altmorschen.
Mit der zunehmenden Technisierung durch den Eisenbahnverkehr verlor der Postkutschenbetrieb an Bedeutung, so dass Witting im Jahre 1852 
den gesamten Gutsbesitz mit einer Größe von 237 Hektar für den Preis von 36.000 Reichstalern (heutiger Wert 71.280.000 €) an den Kurfürsten Friedrich Wilhelm I. von Hessen-Kassel verkaufte, der es für seinen jüngsten Sohn Philipp von Hanau-Hořovice erwarb.

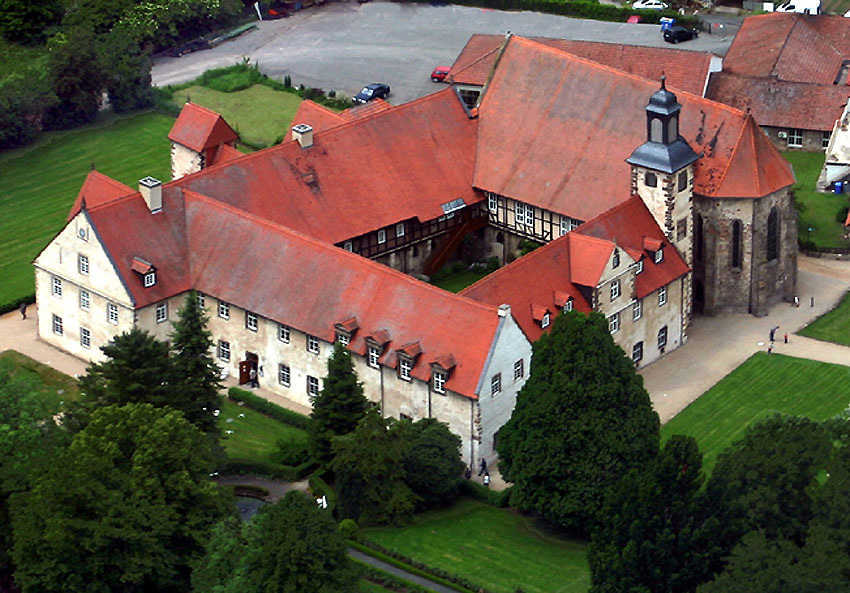
Domäne Haydau, von 1830 bis 1852 im Besitz des Friedrich Witting